# Comté de Rockingham (Virginie)
Le Rockingham est un comté de Virginie, aux États-Unis.

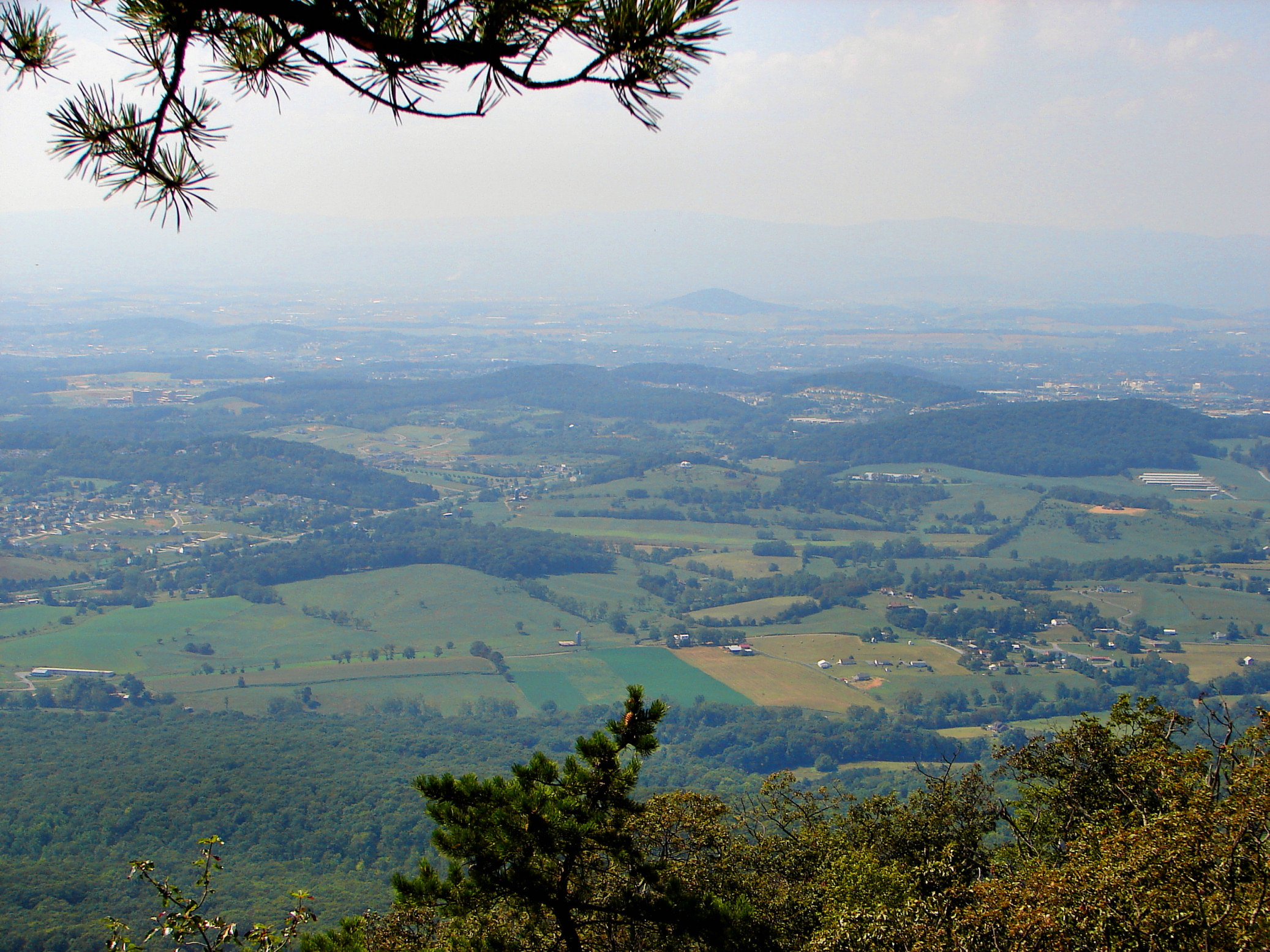
Comté de Rockingham, vue de Massanutten